# پیرجانا
پیرجانا (به ترکی آذربایجانی: Pircana) یک منطقه مسکونی در جمهوری آذربایجان است که در شهرستان ماسال‌لی واقع شده است.  پیرجانا ۵۲۱ نفر جمعیت دارد.